# تقيود (المهرة)

تعديل مصدري - تعديل

تقيود هي إحدى قرى مديرية منعر التابعة لمحافظة المهرة، بلغ تعداد سكانها 11 نسمة حسب تعداد اليمن لعام 2004.